# Eurydome
Eurydome (JXXXII, S/2001 J4) är en av Jupiters mindre yttre månar. Den upptäcktes 9 december 2001 av Scott S. Sheppard, David C Jewitt och Jan Kleyna. Eurydome är ett annat namn på Eurynome som genom Zeus blev moder till chariterna i den grekiska mytologin.

## Omloppsbanans egenskaper
Eurydome kretsar ett varv kring Jupiter på 717 dagar 7 timmar och 55 minuter på ett genomsnittligt avstånd av 22 865 000 km. Banan har en excentricitet på 0,2759 och en lutning på 150,274° i förhållande till Jupiters ekvatorialplan. Eurydome rör sig i en retrograd bana och ingår därför i Pasiphae gruppen. Eurydome är den innersta månen i gruppen.

## Fysiska egenskaper
Eurydome har uppskattningsvis en diameter på cirka 3 km och man har uppskattat densiteten till 2600 kg/m3. Den är troligtvis till största delen uppbyggd av silikater och har en mörk yta med en albedo på 0,04 dvs. 4 procent av det ljuset som träffar månen reflekteras. Magnituden är cirka 22,7.